# Felipe José de Tres-Palacios y Verdeja
Felipe José de Trespalacios y Verdeja (Alles, Concejo de Peñamellera Alta (Asturias)  26 de mayo de 1722 - La Habana, 16 de octubre de 1799) fue un eclesiástico español,  primer obispo de La Habana en la isla de Cuba.

## Biografía
Nacido en el seno de una familia de la nobleza hidalga del Valle de Peñamellera en Asturias. Realiza sus estudios eclesiásticos en la Universidad de Salamanca obteniendo el grado de Doctor en Cánones y en Leyes e ingresando como abogado en los Reales Consejos. Ejerció varios cargos eclesiásticos en España, aunque podía haber ocupado una capellanía del mayorazgo de su propia casa. Todavía joven fue destinado a la Iglesia Metropolitana de Santo Domingo e Islas de Barlovento, en la Española, donde llevó a cabo las funciones de provisor, gobernador y vicario general de aquel Arzobispado, Primado de América. En 1784 fue nombrado obispo de la vecina isla de San Juan de Puerto Rico.

## Ultramar
En la diócesis de Puerto Rico realiza importantes mejoras, particularmente en la erección de parroquias y arreglo de los diezmos, creándose a su instancia la diócesis de Guayapa.
En 1788 por encargo del oidor Miguel Cristóbal de Irisarri debe trasladarse a La Habana para establecer la división territorial de las dos diócesis en que debía distribuirse la isla.

"...El 28 de julio de 1786 el rey de España, Carlos III, resolvió la división del obispado de Cuba, Luisiana, y la Florida, en dos diócesis: una, la antigua de Santiago de Cuba, y la otra, la de San Cristóbal de La Habana. E1 10 de setiembre de 1787, el Papa Pío VI confirmó la división. El Papa delegó en un arzobispo u obispo que designara el rey para proceder a la división. El 12 de febrero de 1788 el rey concedió el exequator al decreto pontificio y lo comunicó al arzobispo de Santo Domingo, Isidoro Rodríguez, o en su defecto al obispo de Puerto Rico, Felipe José de Trespalacios, y al fiscal de la Real Audiencia de la Española, D. Miguel Cristobál de Irizarri, para que ejecuten los dispuesto. Esto lo confirma el rey por real orden del 19 de julio siguiente dirigida particularmente al obispo Trespalacios y al fiscal Irizarri. Citado el cabildo catedral de Santiago de Cuba, el 14 de agosto e 1789, el obispo Antonio Feliú y Centeno, delegó en el canónigo doctoral, Dr. Juan Crisóstomo Correoso, elegido por el capítulo, para que lo representase en todo lo concerniente a la división y establecimiento de la nueva diócesis...."
Episcopologio de la Iglesia Católica en Cuba.

Fue el ya nuevo monarca español Carlos IV, en virtud del regalismo, - derecho, entre otros, a nombrar a los Obispos -, quien realiza la designación de Trespalacios, en principio, como Gobernador eclesiástico de la diócesis de La Habana, hasta que el Santo Padre despachase las Bulas de ratificación del nombramiento de primer Obispo de aquella sede, lo que tuvo lugar el 30 de marzo de 1789.
Continuó, ya como Obispo de La Habana, la labor de organización de la recién creada sede diocesana, ordenando el cabildo eclesiástico, el culto, los diezmos, la capilla de música, etc. 

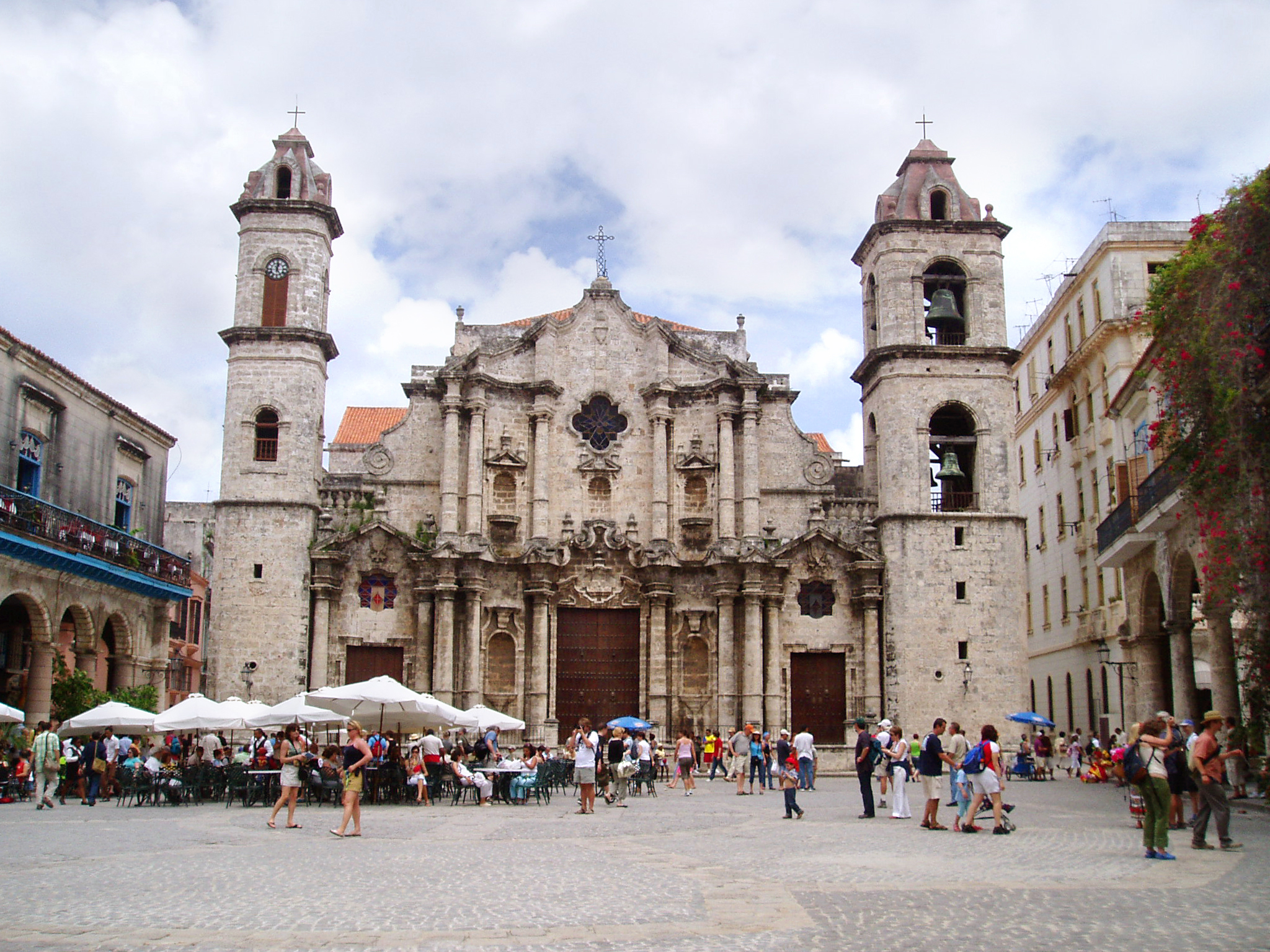
Catedral de La Habana.

Sin dejar de invertir en limosnas y obras piadosas gran parte de sus rentas, este obispo consagró los más de sus recursos a transformar la antigua iglesia de San Ignacio en esa catedral, hoy considerada el mejor templo de la isla.
El año 1796 protagonizó un hecho trascendente, el ceremonioso traslado de los restos de Colón desde la isla de Sto. Domingo (que por el Tratado de Basilea pasaba a dominio francés), a Cuba. Recibidos con gran solemnidad por el capitán general, este se los entregó en la catedral al obispo Trespalacios que tras la celebración de solemne misa pontifical, los depositó en una urna,en el lado del evangelio.
Tanto en el archivo de la capitanía general de Cuba como en el del obispado, existen muchos documentos sobre las discordias ocurridas con el capitán general Luis de las Casas y Arragorri. Disputaron cuando se restableció el teatro, se construyó la plaza de toros y se reformó el establecimiento de mujeres recogidas.
No resolvió estas cuestiones la Corte de un modo terminante estando Trespalacios a punto de ser deportado. 
A finales de 1796 cuando el Conde de Santa Clara sustituye a de las Casas, pudo el anciano Obispo, dedicarse, con la colaboración incondicional de la esposa del nuevo Gobernador,  a la obra de la catedral y al fomento del episcopado y las obras benéficas y sociales ,hasta su muerte.
| Predecesor: primer Obispo | Obispo de La Habana 1789 - 1799 | Sucesor: Juan José Díaz de Espada y Landa |